# Península de Eysk
A península de Eysk (em russo:  Ейский полуостров, transl. Eyskiy poluostrov) é uma península localizada no raion de Eyskiy, krai de Krasnodar, Rússia. É banhada pelo golfo de Taganrog ao norte e pelo mar de Azov ao sul e possui três cordões arenosos (Eyskaya, Dolgaya e Kamyshevatskaya) e o lago Khanskoye. Em 2007, uma iniciativa foi apresentada pelos cidadãos de Eyskiy para que a península fosse declarada uma estância termal federal.
Na península de Eysk existem vários kurgans. Apesar dos kurgans serem sítios arqueológicos ainda não foram explorados por arqueólogos, nem fazem parte de uma área protegida. Parte dos kurgans desaparecem sem deixar vestígios devido à lavragem da terra com máquinas pesadas e à utilização do solo para cemitérios, reservatórios d'água e cemitérios de animais.

## Etimologia
O nome da península provém da cidade de mesmo nome, que recebeu essa denominação em homenagem ao rio Eya, que desagua no local.